# Academia Internacional de Jurisprudência e Direito Comparado
A Academia Internacional de Jurisprudência e Direito Comparado é um centro de educação e pesquisa de jurisprudência e direito comparado. Foi fundada no dia 26 de agosto de 1980 no Rio de Janeiro, onde é sediada até hoje.

## Criação
A criação da Academia é creditada ao “idealismo construtor” de Custódio de Azevedo Bouças, jurista-poeta que também fundou outras instituições, como a Academia Brasileira de Letras Jurídicas e a Academia Nacional de Direito do Trabalho, além de participar ativamente de diversas outras instituições, como o Instituto dos Advogados Brasileiros e o Instituto Luso-Brasileiro de Direito Comparado. Foi eleito primeiro presidente efetivo da Academia Internacional, junto com dois presidentes honorários; Afonso Arinos de Melo Franco e Haroldo Valladão, respectivamente mestres de direito constitucional e direito internacional privado. 

## Atividades
Segundo o Professor Paulino Jacques, “Foi feliz a escolha do nome da nova entidade de Cultura Jurídica – ACADEMIA INTERNACIONAL DE JURISPRUDÊNCIA E DIREITO COMPARADO – porque indica, desde logo, as suas altas finalidades de pesquisa e estudo da Ciência do Direito, no âmbito internacional, visando à aproximação dos povos civilizados, através dos seus sistemas jurídicos.”
Desde sua criação, realizou diversas palestras, reuniões, estudos e conferências, buscando sempre aprimorar o direito, a justiça e o judiciário através de uma visão comparatista. Com ampla sede própria no Rio de Janeiro, à Rua do Acre, nº 55, 6º andar, possui auditório, biblioteca, e sala de reuniões, tendo entre seus membros notáveis juristas do país e do exterior. É atualmente presidida pela Dra. Catarina Dionísio. Os grandes beneméritos da Academia são Paulino Jacques e Arthur Machado Paupério. Paulino Jacques ocupava a cadeira número 3, que tem como patrono São Tomás de Aquino. A cadeira hoje é titularizada por André Ricardo Cruz Fontes. O titular atual da cadeira número 5, que tem como patrono Georges Renard, é Marcelo Piragibe Magalhães, que sucedeu Arthur Machado Paupério.
Foi recentemente caracterizada como “grandiosa e prestigiada”, por onde  “já passaram luminares da cultura jurídica, do nosso País e que hoje se acha abrilhantada por notáveis juristas, dando assim, continuidade ao trabalho iniciado por seus fundadores no estudo do Direito e na pesquisa científica da Doutrina Jurídica nacional e estrangeira, cultuando, assim, os valores e os princípios do nosso ordenamento jurídico, que dá sustentação ao nosso Estado de Direito Democrático e Social.”